# Carta di identità dell'olio extravergine di oliva
La Carta di identità dell'olio extravergine di oliva, (CDI OEVO) è un progetto del CNR per la costituzione di una banca delle mappe rappresentativa delle principali zone di produzione italiane dell'olio extra vergine di oliva, così da poter risalire, con un test appropriato, all'origine geografica di ogni singolo OEVO.
È nato nell'ambito di un programma del Ministero delle politiche agricole alimentari e forestali della Repubblica Italiana del 2009, che prevede la collaborazione tra giovani imprenditori agricoli e Centri di Ricerca per una collaborazione su programmi di ricerca e sperimentazione in agricoltura, nello specifico per la filiera olivicola. Il team di ricercatori e imprenditori, seppur ha mosso i primi passi già dal 2004, inizia la propria attività nel 2010 presso i laboratori dell'Istituto per i Processi Chimico-Fisici del Consiglio Nazionale delle Ricerche di Pisa.

## Definizione
La "Carta di Identità dell'olio" viene presentata dal team come strumento volto alla caratterizzazione di ogni produzione di olio extra vergine di oliva, alla sua promozione e valorizzazione con proprietà e finalità analoghe al documento di identità per le persone fisiche: contiene la descrizione e la “fotografia” del prodotto, associata a natura e provenienza. Nonostante l'utilizzo del termine “Carta d'Identità” sia stato evocato in tempi precedenti per trovare uno strumento per la sicurezza alimentare, per la prima volta viene studiata e progettata come strumento in grado di riassumere le principali informazioni previste dalle normative vigenti "fotografando” il tutto, ottenendo così uno strumento di tracciabilità in grado di accompagnare ogni confezione di OEVO dall'origine (produttore o oleificio confezionatore) fino allo scaffale del negozio, lungo l'intera filiera olivicola e catena commerciale.
Come qualunque documento, anche la CDI OEVO può essere falsificata, ma in tal caso un rapido controllo direttamente sull'olio, tracciabilità sul prodotto, farebbe scoprire l'inganno. Infatti, se venisse alterato l'olio durante il suo percorso, il termogramma calorimetrico che rappresenta la “fotografia” del prodotto originale sulla CDI non corrisponderebbe più a quello del prodotto confezionato: comunque si alteri il prodotto, inevitabilmente si altera la sua fotografia calorimetrica.

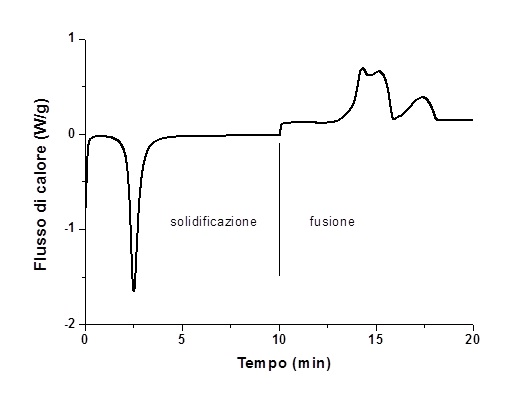
Fotografia calorimetrica OEVO

## Premesse sociali ed economiche
Il Progetto viene pensato e sviluppato tenendo ben presente due tipologie di premesse: quella sociale-economica e quella scientifica-tecnologica. L'innovazione che il gruppo di lavoro stava preparando, doveva poggiare da questi contesti. La CDI OEVO viene quindi presentata come una risposta alle crescenti problematiche del settore, alla possibilità di riportare economicità e valore sociale all'olio extra vergine di oliva. Il team parte da una serie di premesse sociali su cui far poggiare le basi per la valorizzazione delle identità:
- le cultivar rappresentano un patrimonio che caratterizzano il territorio e l'elevato grado di frammentazione delle produzioni devono diventare una risorsa per il Paese e per il contesto che rappresentano;
- l'olio extra vergine non deve più essere rappresentato come il risultato di analisi chimiche ed organolettiche che attualmente lo descrivono, ma come testimone della cultura, del territorio, del paesaggio e delle persone che lo producono;
- l'Italia (nazione dove è iniziato il programma) è la patria della cucina e del gusto, per questo l'esigenza ritornare a valorizzare i sapori che le produzioni di olio sanno esaltare con esaltazione del palato;
- le peculiarità del prodotto olio devono essere oggetto di una crescente informazione per il consumatore;
- la qualità non deve essere un brand, ma una comunità formata da produttori, ognuno dei quali possiede una sua identità.

## Premesse scientifiche e tecnologiche
Dall'altra parte il team doveva tenere presente altre caratteristiche da cui il nuovo metodo di analisi doveva partire:
- rispondere alle problematiche concrete della filiera produttiva e distributiva;
- essere a basso costo, rapido, facilmente ripetibile e riproducibile;
- utilizzare strumentazione scientifica già diffusa o reperibile nel mercato mondiale;
- fornire un risultato leggibile a tutti, anche a chi non possiede una specifica formazione scientifica;
- essere di immediata applicazione e diffusione; utilizzare strumenti di comunicazione efficaci e capillari (marketing virale);
- offrire una tracciabilità interattiva a disposizione del consumatore;
- essere uno strumento di comunicazione e interazione con il consumatore.

## Basi scientifiche della CDI OEVO
Il test utilizzato dal team di ricercatori, e sviluppato nel progetto, si basa sulla caratterizzazione calorimetrica delle transizioni di fase (liquido ↔ solido) caratteristiche dell'olio extra vergine di oliva.
Questa proprietà deriva dal fatto che viene registrata la solidificazione e la successiva fusione del campione di OEVO secondo un opportuno protocollo tempo-temperatura, impostato su un calorimetro differenziale a scansione di temperatura (DSC). I processi fisici coinvolti (nucleazione, cinetica di crescita delle fasi cristalline polimorfe e fusione) sono correlati alla composizione chimica e alle interazioni a livello molecolare tra i diversi componenti dell'olio. Le ricerche effettuate hanno dimostrato che il termogramma identificativo dell'OEVO è stabile, almeno fino a quando l'invecchiamento naturale non ne altera in modo significativo la composizione molecolare.
Per tenere sotto controllo la modalità di conservazione, il Sistema CDI OEVO conserva in maniera appropriata un campione originale della partita che arriva sulla tavola del consumatore. Questa, se conservata correttamente, mostra una “fotografia” uguale a quella del campione originale.

## L'innovazione: test calorimetrico a rapido riscontro
L'innovazione presentata dal team di ricercatori e imprenditori agricoli si caratterizza per essere un test economico a rapido riscontro che utilizza la calorimetria: il test di conformità dell'OEVO in commercio con l'originale è basato sulla comparazione visiva della "fotografia calorimetrica" riportata sulla CDI con quella relativa alla partita indicata sulla confezione e conservata in banca campioni del Sistema CDI OEVO
Con la CDI OEVO proposta, ogni confezione di olio si può dotare di documento che accompagna la l'extra vergine dalla produzione fino alla tavola, potendo esibire in ogni momento la Carta d'Identità di quella bottiglia, ognuna della quale resa unica da un codice alfanumerico identificativo che consente di risalire all'origine della produzione, grazie alla combinazione dell'innovativa analisi calorimetrica e del sistema di tracciabilità on line. Obiettivo è creare la banca campioni e di una banca dati consultabili online, da mettere a disposizione di tutta la rete di ricerca italiana attiva sull'olio.